# Franz von Werner
Franz von Werner felvett nevén Murad Efendi (Bécs, 1836. május 30. – Hága, 1881. szeptember 12.) osztrák író, költő és diplomata.

## Élete
Atyja horvát földbirtokos volt. Előbb osztrák, majd török katonai szolgálatba lépett, azután a török külügyminisztériumban foglalt el hivatalt. 1864-ben temesvári konzul, 1873-ban velencei, 1874-ben drezdai főkonzul, 1877-ben meghatalmazott nagykövet Stockholmban, később Hágában.

## Művei
- Klänge aus Osten (1865)
- Türkische Skizzen (2 köt., uo. 1878)
- Ost und West (Oldenburg 1878)
- Nassr-ed-din Chodja. Ein osm. Eulenspiegel (uo. 1878)
- Balladen und Bilder (uo. 1879)

### Drámái
- Marino Faliero (1871)
- Selim III. (Bécs 1872)
- Ines de Castro (1872)
- Mirabeau (1875)